# Rhododendron erosipetalum
Rhododendron erosipetalum är en ljungväxtart som beskrevs av J. J. Smith. Rhododendron erosipetalum ingår i släktet rododendron, och familjen ljungväxter. Inga underarter finns listade i Catalogue of Life.